# ArmSat-1
ArmSat-1, conosciuto anche come Urdaneta-ArmSat-1, è il primo satellite dell'Armenia.  
Il satellite, del tipo CubeSat, è stato realizzato dalla compagnia spagnola Satlantis in collaborazione con Geocosmos, compagnia di stato armena. Il lancio è stato effettuato il 25 maggio 2022 da Cape Canaveral con un razzo vettore Falcon 9. Il giorno successivo alla collocazione in orbita, la prima comunicazione con il satellite è stata effettuata con successo.
Il satellite, chiamato inizialmente Urdaneta e poi rinominato ArmSat-1, dovrebbe essere il primo di una serie di satelliti di osservazione della Terra commissionati dall'Armenia alla compagnia Satlantis. ArmSat-1 è considerato anche il primo satellite dei Paesi Baschi, dato che Satlantis è una compagnia basca. Il satellite è equipaggiato con una telecamera multispettrale in grado di fornire immagini a beneficio dell'agricoltura, della tutela dell'ambiente e della protezione civile. ArmSat-1, posto in orbita eliosincrona, ha una durata programmata di quattro anni.